# Zona metropolitana de Cuautla
La Zona metropolitana de Cuautla es un área metropolitana de México ubicada dentro del estado de Morelos compuesta por seis municipios. Es la segunda área metropolitana del estado y la séptima en tamaño de la Megalópolis de México.
La zona metropolitana abarca una superficie de 995.59 km², equivalentes a un quinto de la superficie del estado, y al 2020 es habitada por 483,455 pobladores, que representan el 24.4% de la población estatal.

## Municipios
| Clave INEGI | Municipio            | Población (2020) |
| ----------- | -------------------- | ---------------- |
| 002         | Atlatlahucan         | 25 232           |
| 004         | Ayala                | 89 834           |
| 006         | Cuautla              | 187 118          |
| 026         | Tlayacapan           | 19 408           |
| 029         | Yautepec de Zaragoza | 105 780          |
| 030         | Yecapixtla           | 56 083           |